# Luz (nombre)
Luz es un nombre propio femenino de origen latino (lux, lucis) que significa la que da claridad. En otras culturas, como la alemana, también es un nombre masculino.

## Variantes
- Luc.
- Luca.
- Lucas.
- Lucely.
- Luzmar.
- Lucía.
- Luciana, Luciano.
- Lucila.
- Lucina.
- Lucinda.
- Lucio.
- Lucy.
- Lúcida.
- Llum.
- Luzmila.
- Lucecita.
- Luzadri.

## Santoral
- 1 de junio: Nuestra Señora de la Luz.[1]

## Personas célebres
- Luz Castro de Gutiérrez, política colombiana.
- Luz Palomares, independentista cubana.
- Luz Salgado, política peruana.
- Luz María Aguilar, actriz mexicana.
- Luz Casal, cantante española.
- Luz Elena González, actriz mexicana.
- Luz María Jerez, actriz mexicana.
- Aída Luz, actriz argentina.
- Blanca Luz Brum, escritora y poeta uruguaya.
- Luz Camila Canteros Romero, experta hacker argentina.
- Luz Long, atleta olímpico alemán.

Luz Alejandra Pinzón